# Ferocactus chrysacanthus
Ferocactus chrysacanthus es una especie de la familia de las cactáceas. Es originaria de Norteamérica.

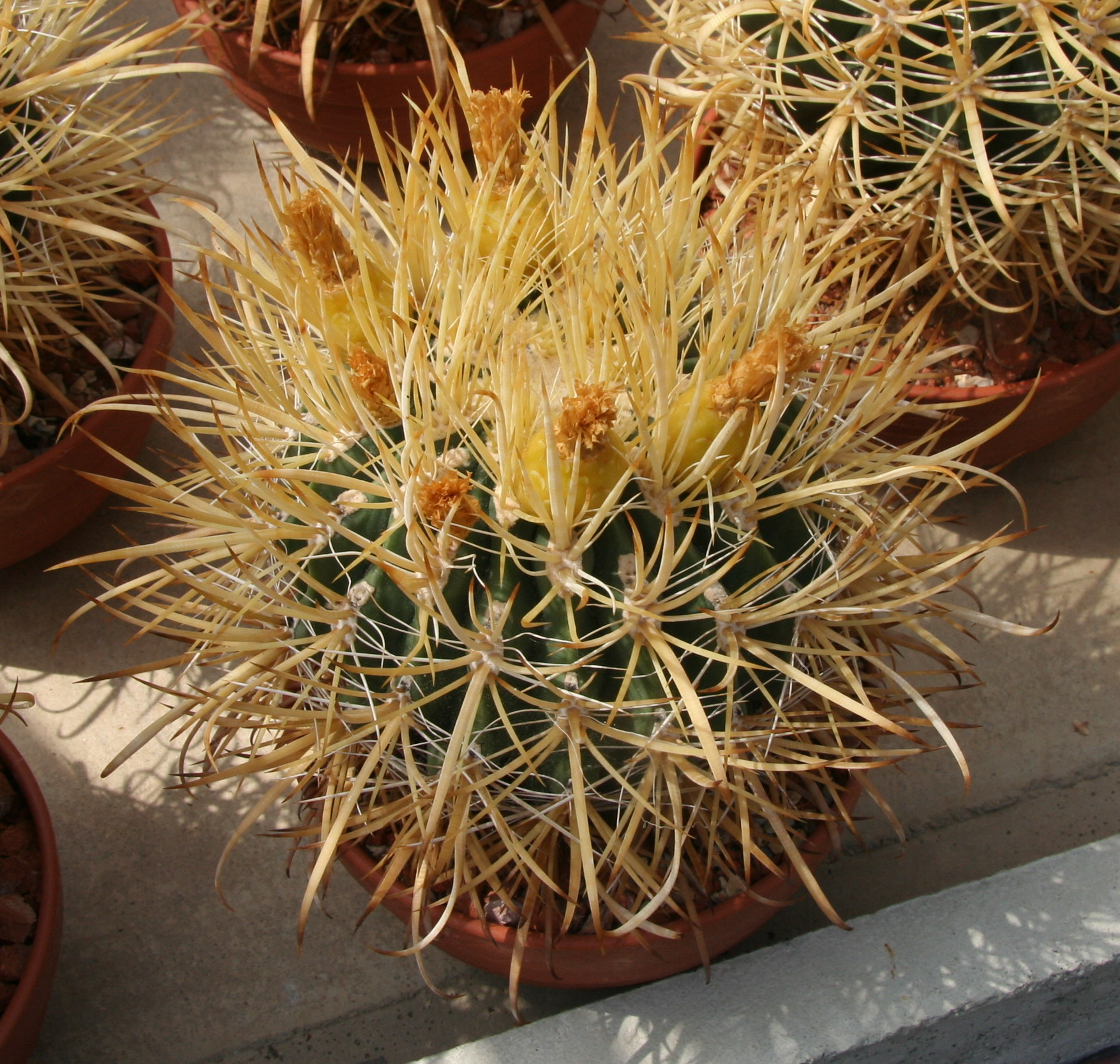
Vista de la planta

## Descripción
Se trata de una planta globular, que crece solo en raras ocasiones por separado. Es esférica a cilíndrica y alcanza un diámetro de 30 cm y una altura de 100 centímetros. Tiene alrededor de 21 costillas. Las espinas son de color blanco, amarillo o rojo, a veces grises. Las 10 espinas centrales son aplanadas, rizadas, trenzadas, y algunas hasta 5 cm de largo. Una espina central a menudo se dobla en forma de gancho. Las  4 a 12 o más espinas radiales son generalmente de color blanco, por lo general son aciculares y erizadas en raras ocasiones. Las flores en forma de  campana  son de color rojo o amarillo o naranja. Alcanzan una longitud de hasta 4,5 centímetros y tienen un diámetro de 4 cm. Los frutos son amarillos, carnosos de 3 cm de longitud.

## Distribución
El área de distribución de Ferocactus chrysacanthus se extiende a lo largo de la costa oeste del Océano Pacífico en el estado mexicano de Baja California Sur, e incluye las islas de Cedros y San Benito.

## Taxonomía
Ferocactus chrysacanthus fue descrita por (Orcutt) Britton & Rose y publicado en The Cactaceae; descriptions and illustrations of plants of the cactus family 3: 127, en el año 1922.
Etimología
Ferocactus: nombre genérico que deriva del adjetivo latíno "ferus" = "salvaje" , "indómito" y "cactus", para referirse a las fuertes espinas de algunas especies.
chrysacanthus epíteto latino que significa "con espinas doradas".
Subespecies
- Ferocactus chrysacanthus subsp. chrysacanthus
- Ferocactus chrysacanthus subsp. grandiflorus (G.E.Linds.) N.P.Taylor

Sinonimia
- Ferocactus fordii
- Echinocactus chrysacanthus Orcutt	basónimo
- Echinocactus rubrispinus Ford ex Orcutt
- Ferocactus chrysacanthus f. rubrispinus (Ford ex Orcutt) G.Unger[3][4][5]